# Куя
Ку́я (яп. 空也, くうや; 903—972) — японський релігійний діяч, буддистський монах 10 століття періоду Хей'ан, засновник течії куя, відгалуження секти Тендай, популяризатор Вчення Чистої Землі в Японії. Відомий також як Косьо (光勝) або «амідаїстський святець».

## Короткі відомості
Точне місценародження і походження Куя невідомі. Існує припущення, що він був представником Імператорської родини Японії.
Куя навчався у монастирі Кокубундзі провінції Оварі. Проте згодом він полишив його і став проповідувати буддизм мирянам. Чернець подорожував різними провінціями Японії, повчаючи, що той хто вірить у рятівну силу будди Амітабхи і молиться до нього словами: «Навертаюся до будди Амітабхи», отримає спасіння — переродження у раю «Чистої землі». Окрім проповідей на базарах, за що отримав прізвисько «базарний святець», Куя допомагав будувати мости, дороги і храми у регіонах Японії. Зокрема його зусиллями був споруджений столичний монастир Сайкодзі, пізніше відомий як монастир Рокухара-Міцудзі.
Куя належить винахід «танцювальної молитви» до будди Амітабхи, що отримав назву «танок Куя». Під час цієї молитви послідовники монаха брязкали у каструлі чи двзовники і, співаючи літанії на честь Амітабхи, танцювали.